# 일본 어뮤즈먼트머신 공업협회
일본 어뮤즈먼트머신 공업협회(일본어: 日本アミューズメントマシン工業協会, にほんアミューズメントマシンこうぎょうきょうかい 니혼아뮤즈멘토마신코교쿄카이[*], 영어: Japan Amusement Machinery Manufacturers Association)는 일본의 업소용 게임기 등을 제조·판매하는 기업의 업계단체체이다. 약칭 JAMMA이다.

## 개요

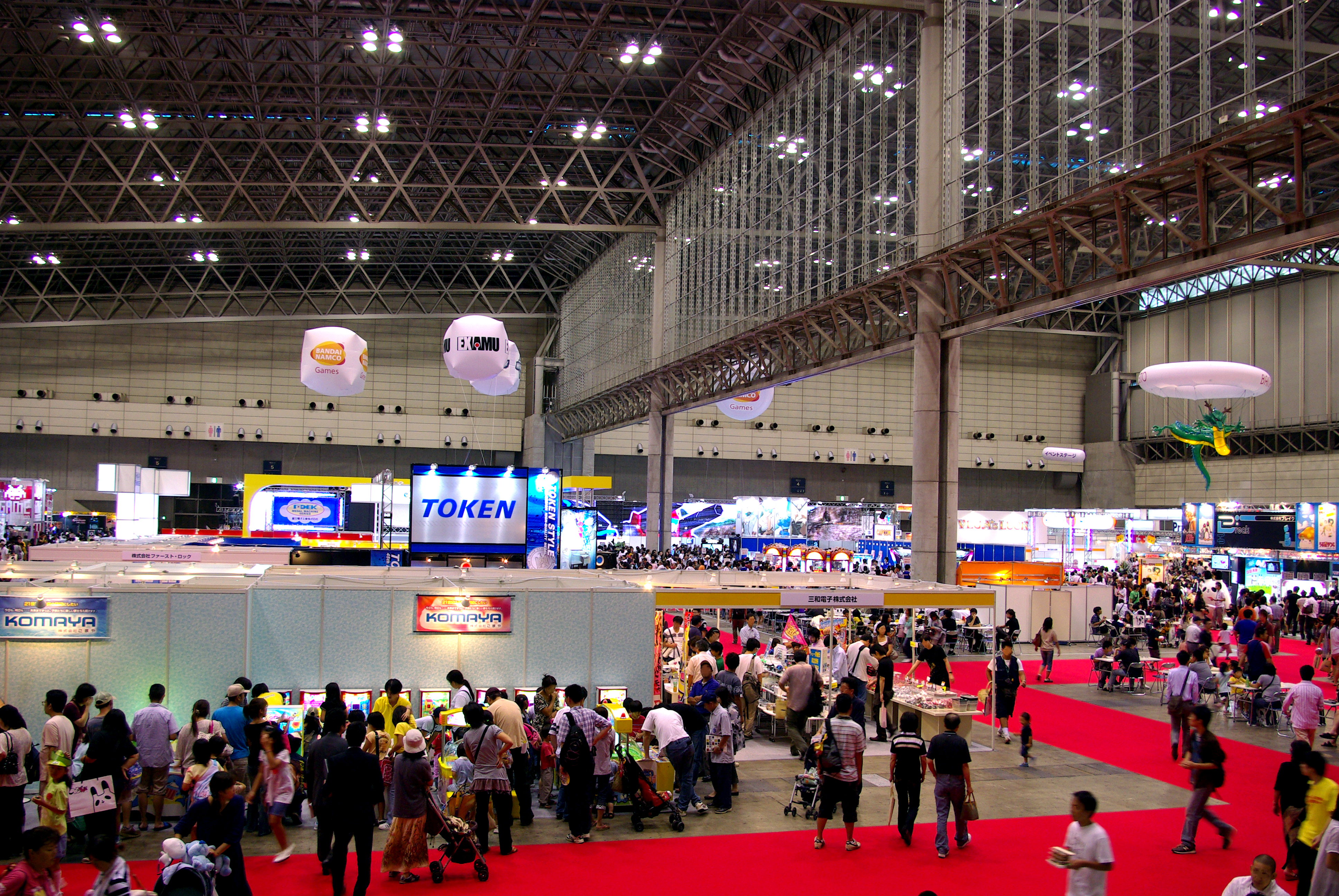
제46회 AM쇼회장 풍경

1981년 1월 임의단체로 발족하고, 1989년 6월에 사단법인이 되었다. 2012년 4월에는 일반사단법인으로 되었다. 주된 활동 내용은, 아케이드 게임의 규격표준화나 자주규제 규준의 제정, 불법 복제 및 해적판의 감시, 일본 국내외의 관계 제단체나 관공처와의 제휴, 어뮤즈먼트머신쇼(AM쇼)의 운영, 기관지의 발행 등이다.
2006년 4월보다 경제산업성의 지도로 영륜, 비디륜, 소프륜, CESA, CERO와 함께 영상 컨텐츠 윤리연락회의(가칭)에서 심사기준·표시의 단일화를 협의하는 것이 결정하고 있다.

## JAMMA규격
오퍼레이터 측 불편의 해소 및 기기가 안전한 운용을 위해서 JAMMA는 어뮤즈먼트 기기에 대하여 표준화규격이나 가이드 라인을 마련하고 있다.

### JAMMA과 JVS
JAMMA에 의해 제정된 규격이 대표적인 것은, 아케이드 기판과 케이스 등을 접속하는 컨넥터이다. 이것은 1986년에 제정되어, 이후에 시판된 기판이나 케이스는 JAMMA 규격 및 그것을 확장한 인터페이스에서 접속되게 되고 있다. "JAMMA접속"이라고 말했을 경우는 통상 이쪽의 규격을 가리킨다. JVS제정 후에는 "JS(JAMMA Standard의 생략)", "구 JAMMA" 등과도 호칭된다.
1997년에는 게임 내용과 기판의 다양화·다기능화에 대응하기 위해, 스위치 입력의 증가, 오디오 스테레오 출력, 통신등에 대응한 새로운 규격이 제정되었다. 이것은 "JVS(JAMMA Video Standard의 생략)", "신JAMMA" 라고 호칭되고 있다.

## 같이 보기
- 아케이드 게임
- 전자 오락실